# Glyptopora elegans
Glyptopora elegans är en mossdjursart som först beskrevs av Louis Beethoven Prout 1860.  Glyptopora elegans ingår i släktet Glyptopora och familjen Hexagonellidae. Inga underarter finns listade i Catalogue of Life.